# Dom Feliciano
Dom Feliciano egy község (município) Brazíliában, Rio Grande do Sul államban. Lengyelek gyarmatosították 1891-ben; 2021-ben népességét 15 556 főre becsülték.

## Története
1891-ben lengyel bevándorlók érkeztek, a kialakuló telep neve Colônia São Feliciano volt. Később ez Dom Felicianora változott Rio Grande do Sul legelső katolikus püspökének, Feliciano José Rodrigues de Araújo Pratesnek tiszteletére. Dom Feliciano kezdetben Encruzilhada do Sul kerülete volt, majd 1963-ban függetlenedett és 1964-ben önálló községgé alakult.

## Leírása
Székhelye Dom Feliciano város, további kerületei nincsenek. A Camaquã folyó vízgyűjtő területén, Camaquãtól 35 kilométerre északnyugatra, Porto Alegretől 112 kilométerre délnyugatra fekszik. A községközpont tengerszint feletti magassága 154 méter. Gazdasága a mezőgazdaságra és a szolgáltatásokra összpontosul, legfontosabb terménye a dohány. A népesség túlnyomó része vidéken lakik.
Lakosságának 90%-a lengyel felmenőkkel rendelkezik, a község és az egyházközség védőszentje a częstochowai Fekete Madonna.
2010-es adatok szerint Rio Grande do Sul legalacsonyabb emberi fejlettségi indexszel rendelkező községe volt (0,587).